# Aegiphila aracaensis
Aegiphila aracaensis là một loài thực vật có hoa trong họ Hoa môi. Loài này được Aymard & Cuello mô tả khoa học đầu tiên năm 2004.